# Álvaro Paseyro
Álvaro Paseyro (27 de noviembre de 1968) es un deportista uruguayo que compitió en judo. Ganó dos medallas de bronce en el Campeonato Panamericano de Judo en los años 2000 y 2004.

## Palmarés internacional
| Campeonato Panamericano | Campeonato Panamericano       | Campeonato Panamericano | Campeonato Panamericano |
| Año                     | Lugar                         | Medalla                 | Categoría               |
| ----------------------- | ----------------------------- | ----------------------- | ----------------------- |
| 2000                    | Orlando (Estados Unidos)      | Medalla de bronce       | –81 kg                  |
| 2004                    | Isla de Margarita (Venezuela) | Medalla de bronce       | –81 kg                  |